# Buhruwatka (obwód charkowski)
Buhruwatka (ukr. Бугруватка) – wieś na Ukrainie, w obwodzie charkowskim, w rejonie czuhujewskim, w hromadzie Wołczańsk. W 2001 liczyła 12 mieszkańców.